# Drăgoiasa
Drăgoiasa – wieś w Rumunii, w okręgu Suczawa, w gminie Panaci. W 2011 roku liczyła 201 mieszkańców. 